# Gadisa
Gadisa (Gallega de Distribuidores de Alimentación, SA) es un grupo empresarial de Galicia dedicado al sector de la distribución alimentaria.

## Descripción
Fundada en 1985 por Roberto Tojeiro Díaz y presidida por Roberto Tojeiro Rodríguez, tiene su sede en Piadela, Betanzos. Empresas como Reganosa, Intasa, Galparket y Forestal del Atlántico forman parte del grupo. Gadisa contó en 2010 con una flota de más de 200 camiones, con una facturación de más de 900 millones de euros. 
Pertenecen al grupo a cierre de 2020: 213 supermercados Gadis, 11 Gadis Hiper (hasta 2012 llamados hipermercados Haley), 193 supermercados Claudio (franquicias), 12 tiendas mayoristas Cash IFA, el supermercado online Gadisline.com, dos charcuterías Casa Claudio, dos centros de distribución en Medina del Campo y Betanzos, y otras empresas.

### Supermercados Gadis

Logo de supermercados Gadis

En 1979 abrió el primero bajo la marca ALDI, que en 1995 cambió por el actual. Los más de 200 supermercados Gadis, especializados en productos frescos, se distribuyen en las provincias gallegas, además de las provincias castellanas y leonesas de Zamora, León, Palencia, Segovia, Salamanca, Valladolid y Ávila.
Uno de los lemas publicitarios de la marca era «Vivamos como galegos». creada por la agencia BAP & Conde, con sede en La Coruña. La campaña ganó el Premio Mestre Mateo en 2007.

### Supermercados Claudio
En la actualidad (noviembre 2022) está presente en Galicia, Asturias, Castilla y León y Madrid.